# Маркетингове середовище
Ма́ркетингове середо́вище — сукупність активних суб'єктів і сил, що діють у межах і за межами підприємства та впливають на можливості керівництва службою маркетингу встановлювати і підтримувати з цільовими клієнтами відносини успішного співробітництва.
Середовище зовнішнє (макросередовище) — зовнішні умови здійснення підприємницької діяльності, що не залежать від фірми (підприємства, організації), але які мають обов’язково враховуватися під час розроблення стратегії її розвитку, бізнес-плану і т. д. Макросередовище — головні зовнішні чинники, що впливають на мікросередовище загалом: демографічні, економічні, технологічні, політичні і культурні.
Мікросередовище компанії  — фактори, які тісно пов'язані з компанією та впливають на її здатність обслуговувати цільових клієнтів. Вона включає: саму компанію, посередників, постачальників, конкурентів, цільових споживачів та контактні аудиторії (ті, що виявляють інтерес до роботи даного підприємства).
Політичне середовище — сукупність законів, державних установ і структур, які впливають і обмежують діяльність компаній і окремих осіб у даному суспільстві.